# Viktor Kalló
Viktor Kalló (Babócsa, 12 de juliol de 1931 – Budapest, 19 de novembre de 2014) va ser un escultor hongarès guardonat amb el premi Mihály Munkácsy.

## Biografia
Viktor Kalló va néixer a Babócsa, a la província de Somogy. Va créixer en circumstàncies difícils atès que els seus pares el van abandonar i la seva àvia se'n va fer càrrec, amb qui va desenvolupar una relació profunda i duradora que va influir en el seu art. Després de graduar-se a l'escola primària, Kalló no va poder continuar els seus estudis i va haver d'assumir diferents feines durant quatre anys. Va treballar a la cooperativa alimentària Hangya, com a treballador forestal i com ajudant de paleta. Després de 1945, va adquirir la professió de serraller i va ser llavors quan es va interessar per les belles arts i va començar a dibuixar.

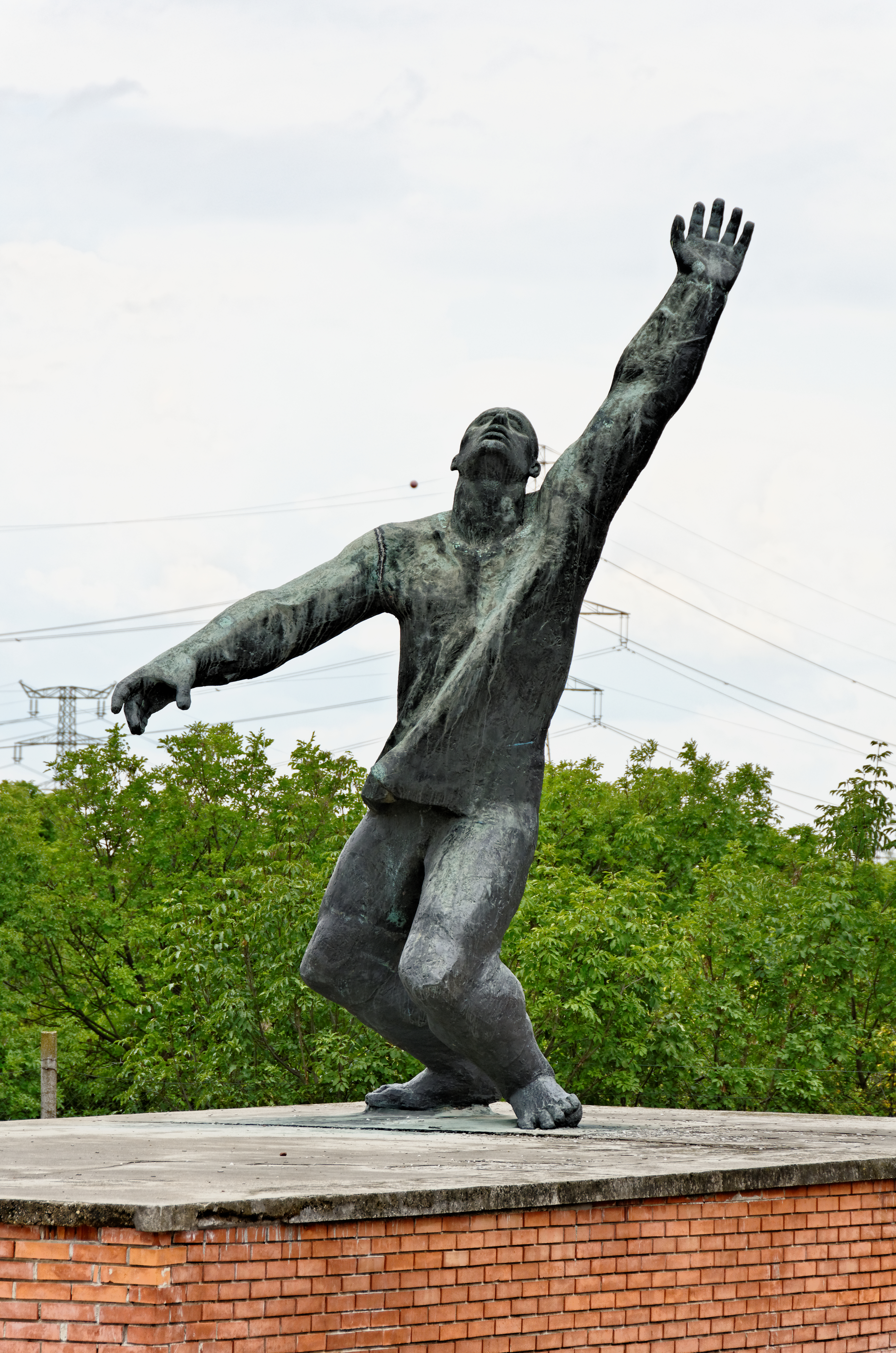
Monument als màrtirs (1960) al Parc Memento

L'any 1950, amb motiu d'un dibuix seu en una exposició i li van proposar que s'inscrigués a la Magyar Képzőművészeti Egyetem. Les experiències de la Revolució hongaresa de 1956 van determinar el seu pensament, el seu comportament humà i el seu enfocament artístic, i el van animar a expressar les seves experiències en el llenguatge de l'escultura. Va començar la seva carrera artística quan l'art hongarès es caracteritzava pel realisme socialista. Aquesta influència es va sentir en les seves obres, però al mateix temps va poder combinar la representació realista amb la seva expressió individual, sovint utilitzant mitjans d'expressió més abstractes i moderns. Els seus èxits van promoure el desenvolupament del seu art i li van fer guanyar el respecte de la comunitat artística. Va construir les seves composicions amb molta cura i consistència, ajuntant les formes detallades en una gran unitat, augmentant la plasticitat de les formes i potenciant així el seu poder expressiu. Una de les seves obres més apreciades és Vágta, on va retratar la sensació de llibertat.